# Pugu Nature Forest Reserve

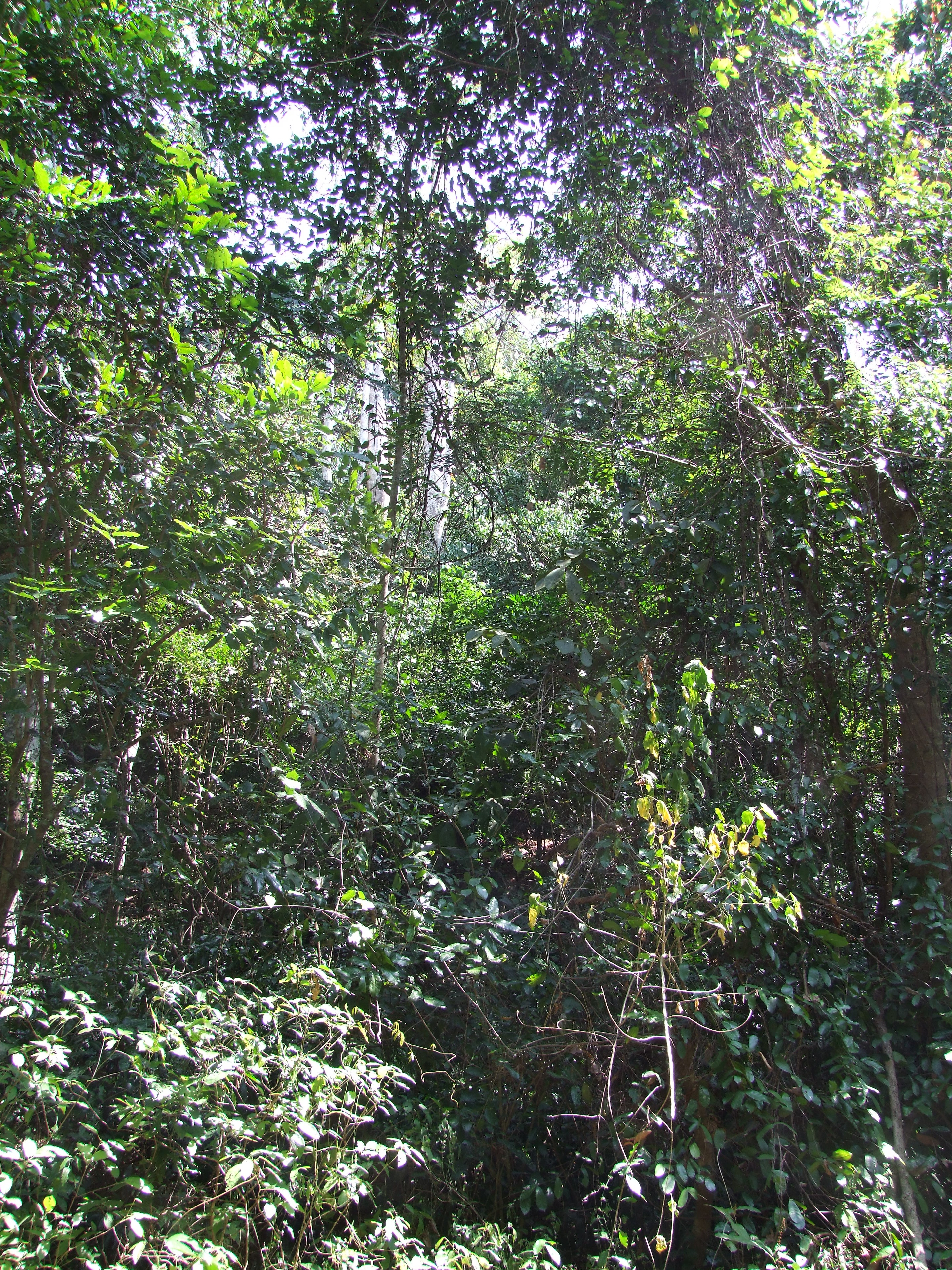
Pugu Nature Forest Reserve, Überrest der Tiefland-Küstenwälder Tansanias (2009)

Pugu Nature Forest Reserve ist ein geschütztes Gebiet im Osten von Tansania. Das 8965 ha große Reservat ist der Überrest der ältesten Tiefland-Küstenwälder Tansanias und liegt im Kisarawe-Distrikt, etwa 20 Kilometer südwestlich der Stadt Daressalam. Es zeichnet sich durch geschlossene Wälder voller verschiedener Pflanzenarten, unter anderem riesige Bambusbestände, aus und ist eine beliebte Attraktion für Touristen.

## Flora und Fauna
Im Naturschutzgebiet sind eine große Vielfalt an Pflanzen und Insekten heimisch. So finden sich hier durch das feuchtwarme Klima unter anderem der Minaki-Damm, Fledermaushöhlen, der endemische Mpugupugu-Baum, bunte Heuschrecken, weiße Stummelaffen und Riesentausendfüßler. 

## Attraktionen
Auf dem 21630 Quadratmeter großen Stausee Pugu Kazimzumbwi sind Wassersportarten wie Kanu-/Kajakfahren oder Sportfischen möglich. Auch Bergwanderungen bieten eine Aussicht auf die fünf Stadtbezirke von Daressalam (Kinondoni, Ubungo, Kigamboni, Ilala und Temeke). 
Schwimmen ist nicht erlaubt, ebenso darf das Gebiet nur zu Fuß begangen werden. Camping ist nur auf ausgewiesenen Plätzen möglich, etwa der Birangroni Campsite.

## Anbindung
Eine Daladala-Linie aus Daressalam hat am Reservat ihre Endstation.
Pugu hat einen Bahnhof an der Zentralbahn zwischen Dar es Salaam Kamata und Mwanza.
Ebenso ist mit eigenem KFZ die Fahrt bis zum Parkplatz des Reservats möglich, das selbstständige Befahren des Reservats mit KFZ ist jedoch streng verboten.